# Juan de Dios Vial Correa
Juan de Dios Vial Correa (Santiago, 18 de mayo de 1925-Santiago, 17 de agosto de 2020) fue un médico y académico chileno. Fue rector de la Pontificia Universidad Católica de Chile entre 1984 y 2000.

## Familia y estudios
Fue el segundo hijo —de un total de seis— de Wenceslao Vial Ovalle y Ana Correa Sánchez, fue hermano suyo Gonzalo Vial Correa. Cursó sus estudios básicos y medios en el Colegio de los Sagrados Corazones de Santiago. Ingresó a estudiar medicina a la Pontificia Universidad Católica de Chile. Obtuvo el título de Médico Cirujano en 1949.

### Matrimonio e hijos
Contrajo matrimonio el 5 de septiembre de 1948 con Raquel Ariztía Matte, con descendencia.

## Carrera académica y pública

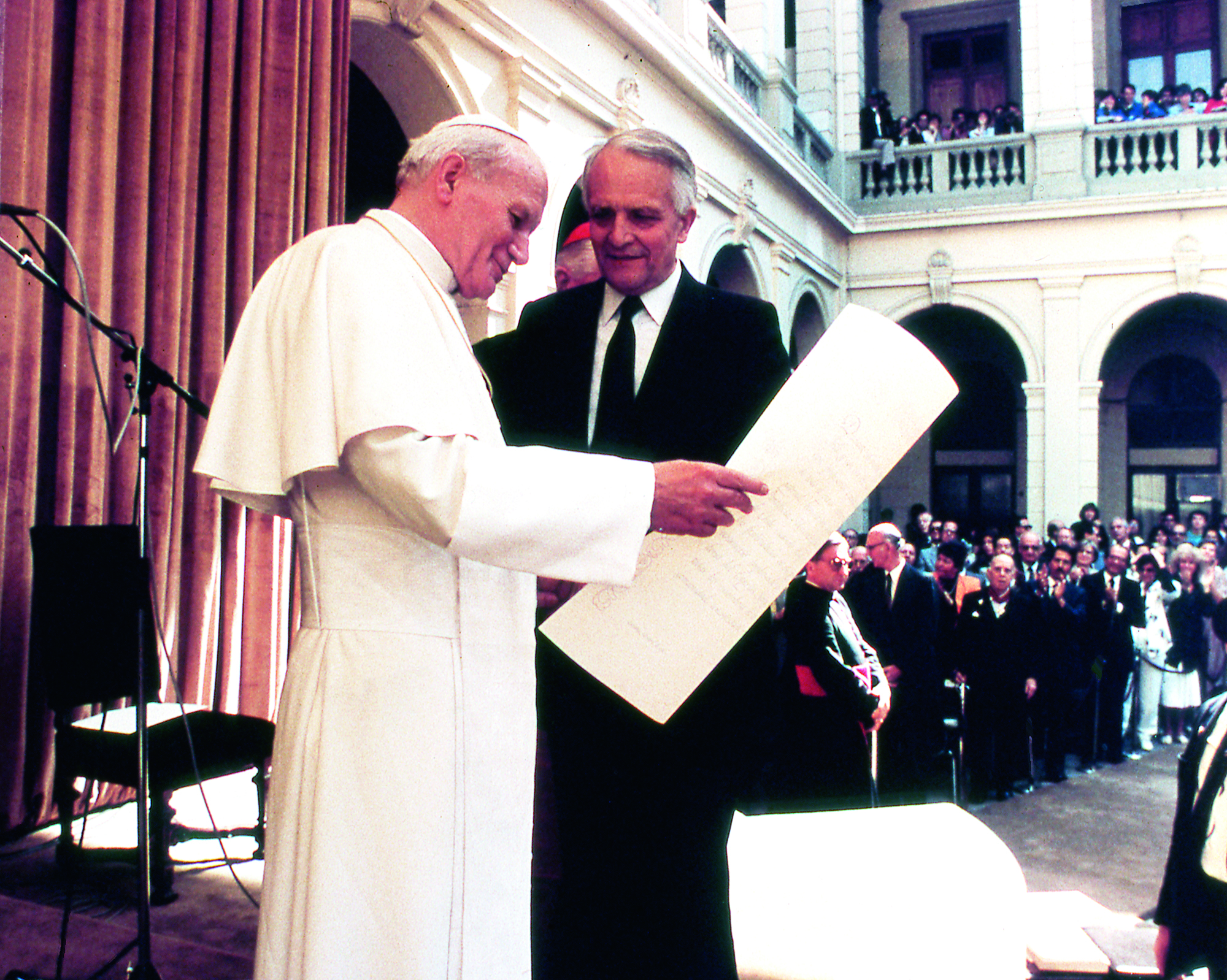
Vial Correa, en su calidad de rector de la PUC, recibe a Juan Pablo II, durante la visita papal a Chile de 1987.

Formador de varias generaciones de científicos, fue académico en la Pontificia Universidad Católica de Chile (PUC), primero en la Facultad de Medicina, luego en el Instituto de Ciencias Biológicas y desde su creación, en 1970, en la Facultad de Ciencias Biológicas, de la cual fue uno de sus fundadores. Fue nombrado profesor titular de la PUC en 1979 y recibió el grado académico honorífico de Doctor Scientiae et Honoris Causa en 2002.
Fue rector de la PUC entre 1984 y 2000, considerado un continuador e impulsor de la modernización de la universidad. En 1987 fue el anfitrión durante la visita del papa Juan Pablo II a la institución, en el marco del viaje oficial del pontífice a Chile.
Fue miembro de número de la Academia Chilena de Ciencias, incorporándose el 29 de junio de 1984.
En 1994 fue nombrado presidente de la Academia Pontificia para la Vida, sustituyendo así en el cargo al profesor Jérôme Lejeune, fallecido ese mismo año. Mantuvo dicho cargo hasta 2004.
Vial Correa recibió el Premio Jorge Millas en 2010. En 2015 cumplió 90 años, ocasión en la que recibió un homenaje en la PUC. Falleció el 17 de agosto de 2020, a los noventa y cinco años, en Santiago.

## Obras
- Historia de la Célula. Editorial Universitaria. 1999. ISBN 9789561113947.